# Dynamika
Dynamika je část mechaniky, která se zabývá příčinami pohybu hmotných objektů (bodů, těles, soustav těles).
Zabývá se tedy veličinami spojenými s dynamikou pohybu, jako např. hybnost a energie.
Jedním ze základních cílů dynamiky je určit pohyb hmotného bodu (případně tělesa nebo těles), známe-li síly na hmotný bod (těleso nebo tělesa) působící. Jde tedy o určení polohy a rychlosti hmotného bodu (tělesa nebo těles) v daném čase. Dobrým příkladem je např. pohyb planet, u nichž známe dynamický zákon podle kterého se planety pohybují, ale to co nás opravdu zajímá je, kde se budou planety v budoucím čase nalézat. To je možné určit integrací Newtonových rovnic (pohybové rovnice, rovnice dynamiky v mechanice) alespoň v rámci nerelativistické fyziky. V mechanice prakticky všechny síly působící na hmotný bod (těleso nebo tělesa) jsou experimentálně objevené.

## Základní pojmy
- Síla
- Skládání sil
- Rovnováha sil
- Rozklad sil
- Setrvačnost
- Hybnost
- Impuls síly
- Dostředivá síla
- Setrvačná síla
- Odstředivá síla
- Inerciální vztažná soustava
- Neinerciální vztažná soustava
- Coriolisova síla
- Tlaková síla
- Tlak

## Pohybové zákony
- Newtonovy pohybové zákony
- 1. Newtonův pohybový zákon (zákon setrvačnosti)
- 2. Newtonův pohybový zákon (zákon síly)
- 3. Newtonův pohybový zákon (zákon akce a reakce)

## Síly působící u jednotlivých druhů pohybů
- Rovnoměrný přímočarý pohyb
- Rovnoměrně zrychlený přímočarý pohyb
- Nerovnoměrný přímočarý pohyb
- Rovnoměrný pohyb po kružnici
- Rovnoměrně zrychlený pohyb po kružnici
- Nerovnoměrný pohyb po kružnici

## Veličiny
- Hybnost
- Dostředivá síla
- Odstředivá síla
- Setrvačná síla
- Coriolisova síla